# La Reid
La Reid is een dorp in de Belgische provincie Luik en een deelgemeente van Theux. Het dorpscentrum van La Reid ligt ruim vijf kilometer ten zuiden van het centrum van Theux.

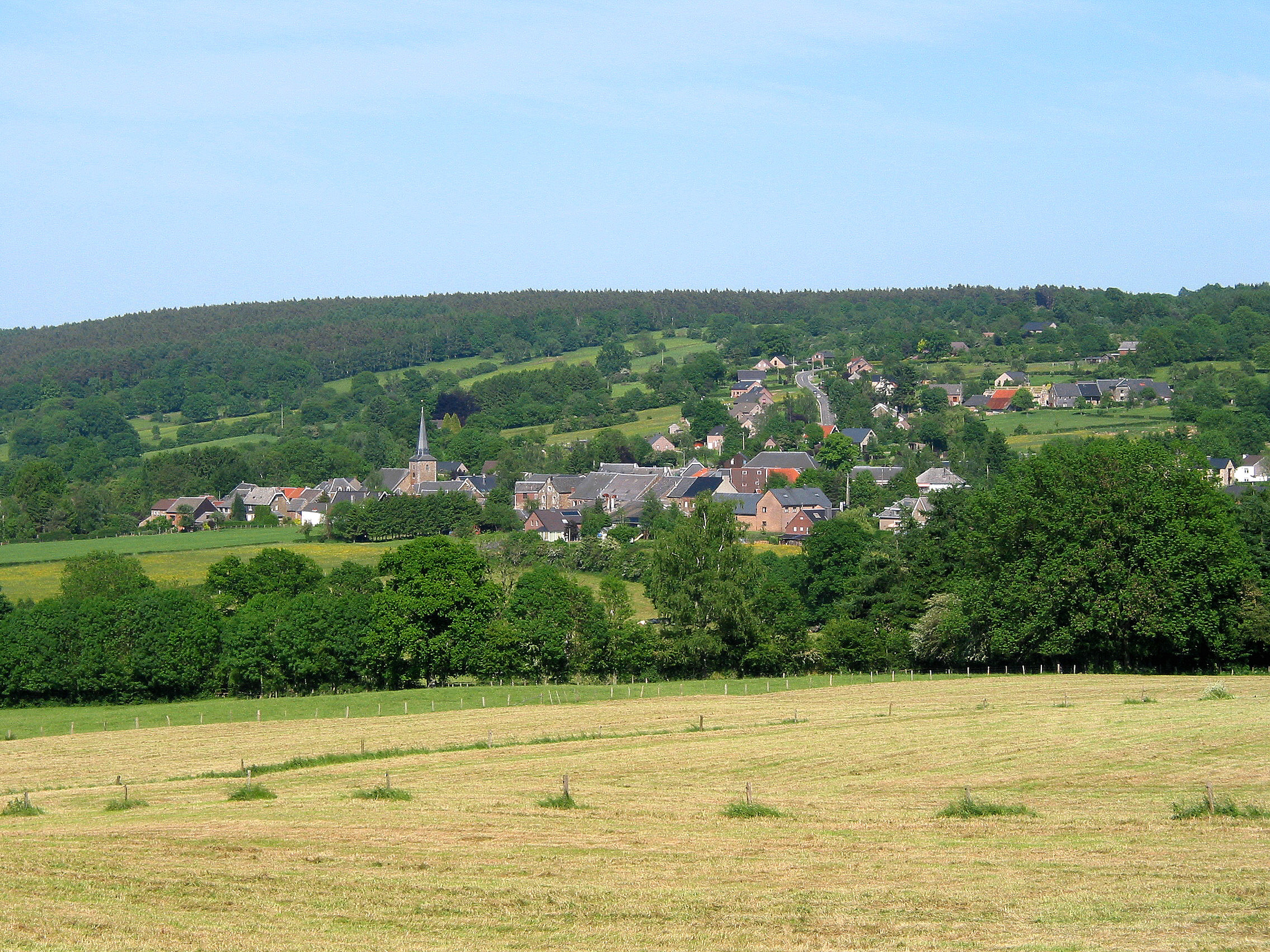
Zicht op La Reid

In het noorden van de deelgemeente ligt nog het dorp Becco, in het zuiden de dorpen en gehuchten Desnié, Winamplanche en Vert-Buisson.

## Geschiedenis
La Reid was een zelfstandige gemeente, tot die bij de gemeentelijke fusies van 1977 bij Theux werd gevoegd.

## Demografische ontwikkeling
- Bronnen:NIS, Opm:1831 tot en met 1970=volkstellingen, 1976= inwoneraantal op 31 december

## Bezienswaardigheden
- De Église Saint-Lambert

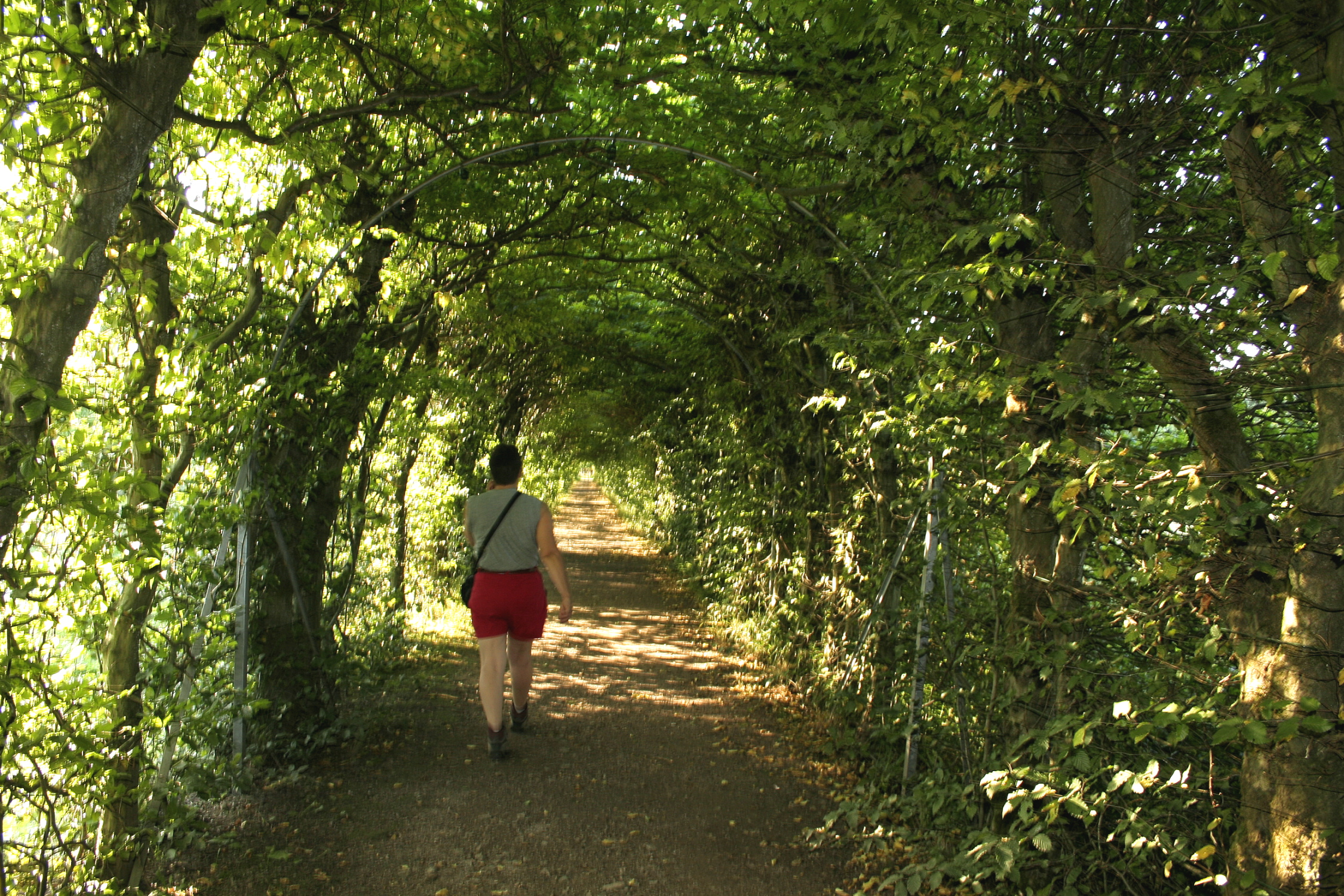
Haagbeuklaan van Haut-Maret

- De beschermde haagbeuklaan van Haut-Maret
- De beschermde Chapelle du Bon Air
- De Ferme de la Chapelle werd beschermd als monument, de omgeving als landschap
- Het kasteel van Hautregard
- Een bomengroep in Basse Desnié werd als landschap beschermd

## Verkeer en vervoer
Door La Reid loopt de N697 tussen Spa en Sougné-Remouchamps.
Deelgemeenten: La Reid · Polleur · Theux

Overige plaatsen: Becco · Bronromme · Desnié · Fays · Hestroumont · Hodbomont · Jehanster · Jehoster · Jevoumont · Juslenville · Marché · Mont · Oneux · Pouillou-Fourneau · Raborive · Rondehaie · Sassor · Sasserotte · Spixhe · Tancrémont (deels) · Vert-Buisson · Winamplanche

Belgische gemeenten · arrondissement Verviers · provincie Luik · Wallonië